# Source du Danube
La source du Danube est matière à convention, revendiquée par plusieurs lieux dans la région de la Forêt-Noire, en Allemagne.
Par convention, le Danube, plus long fleuve d'Europe occidentale, est formée par le confluent de deux cours d'eau, la Breg et la Brigach, à l'est de la petite ville allemande de Donaueschingen, dans le Bade-Wurtemberg. De ces deux cours d'eau, la Breg est la plus longue : elle prend naissance près de Furtwangen im Schwarzwald. La source de la Brigach, plus courte, est située à St. Georgen im Schwarzwald. Les deux sources sont distantes de moins de 10 km.
La source du Donaubach (en), un petit ruisseau qui se jette dans la Brigach, située dans le parc du château de Donaueschingen (de), est souvent appelée symboliquement « source du Danube » (Donauquelle en allemand).
Depuis les années 1950, cette situation a donné lieu à une réelle rivalité entre les communes de Furtwangen et Donaueschingen, qui revendiquent le titre de source « officielle » du Danube : en 1981, le gouvernement du Bade-Wurtemberg a accédé à la requête de Donaueschingen : la source de la Breg, à Furtwangen, n'est plus intitulée « source du Danube » sur les cartes officielles.

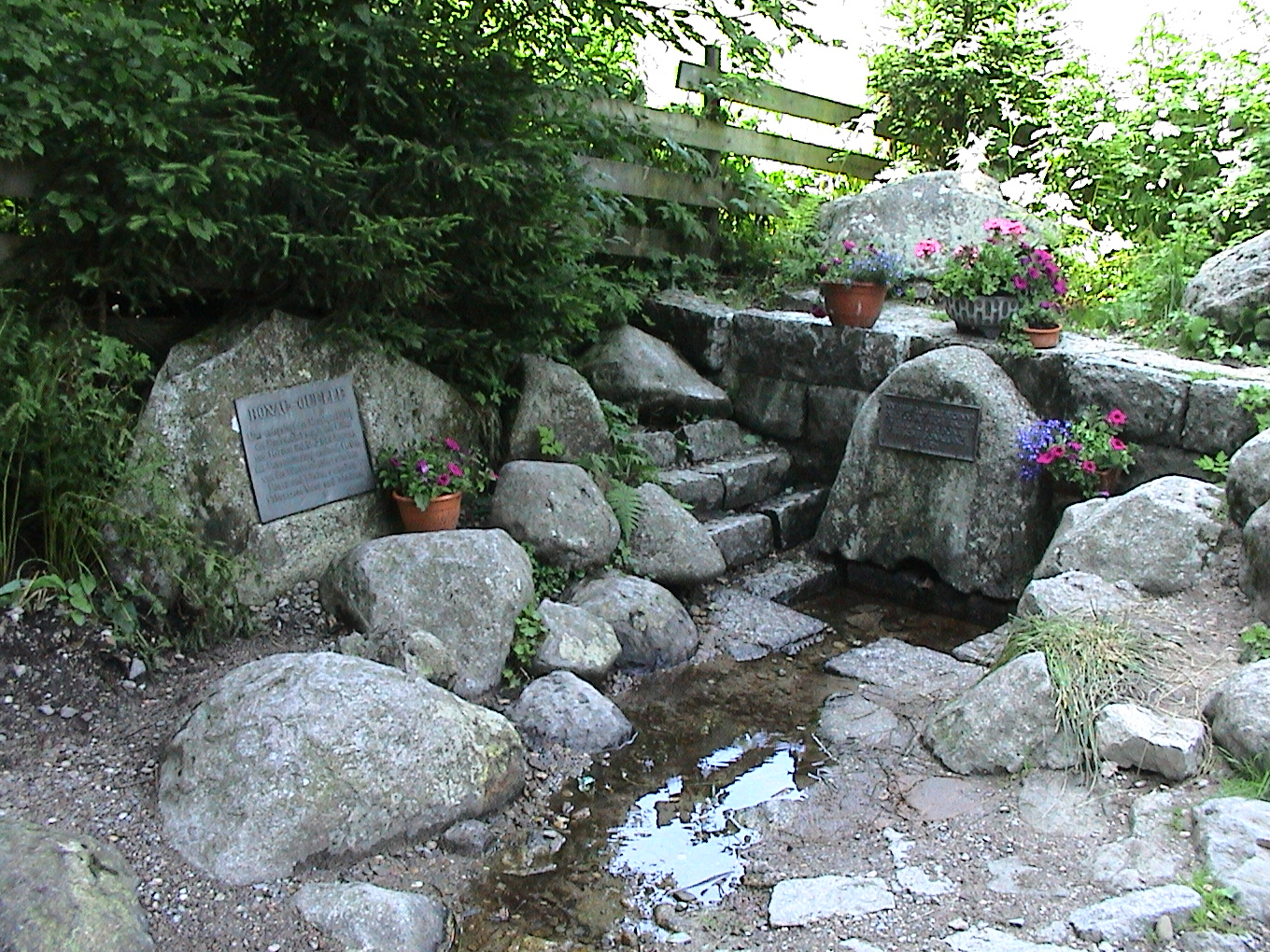
Source de la Breg, près de Furtwangen im Schwarzwald.
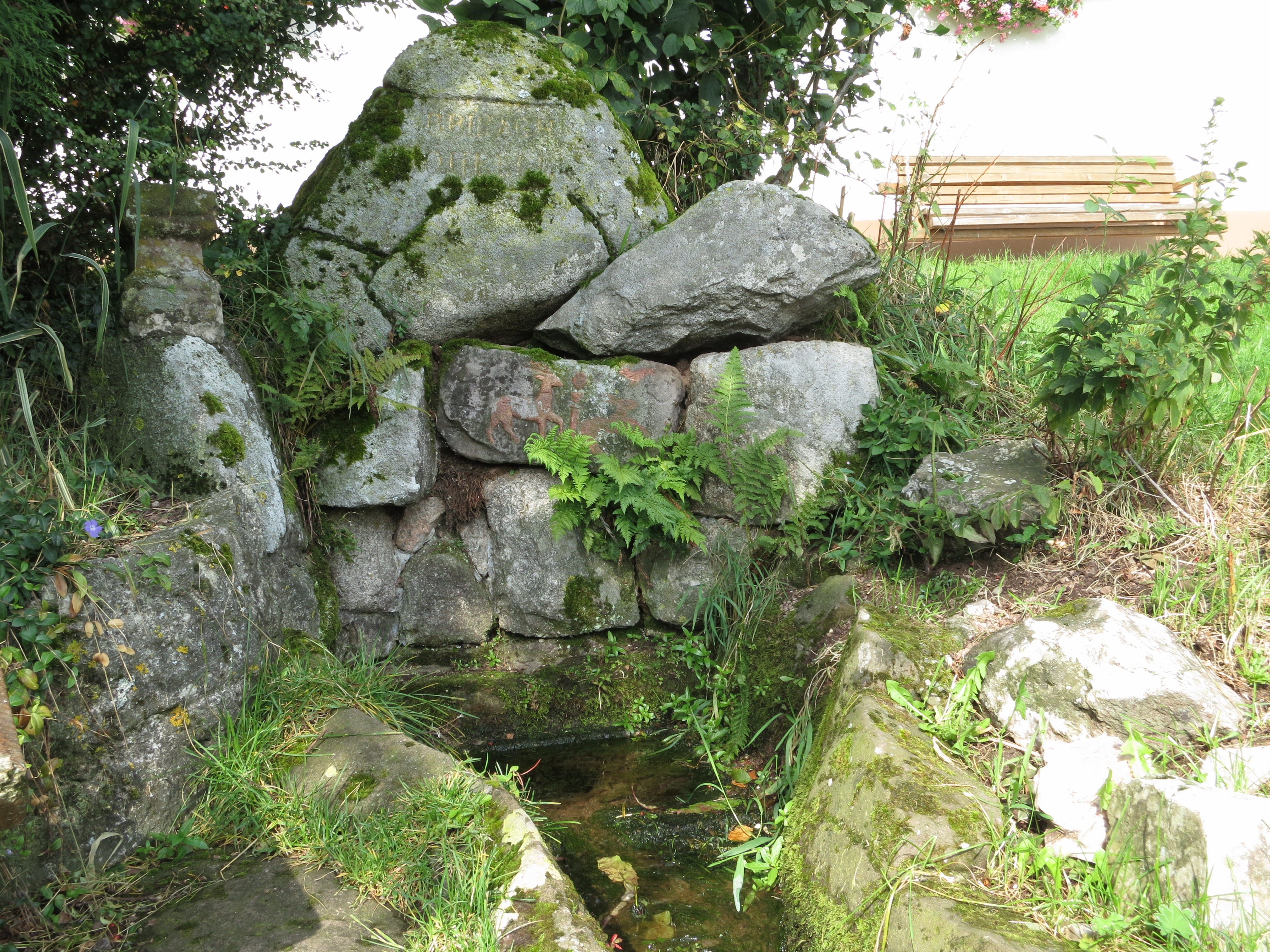
Source de la Brigach, près de St. Georgen im Schwarzwald.
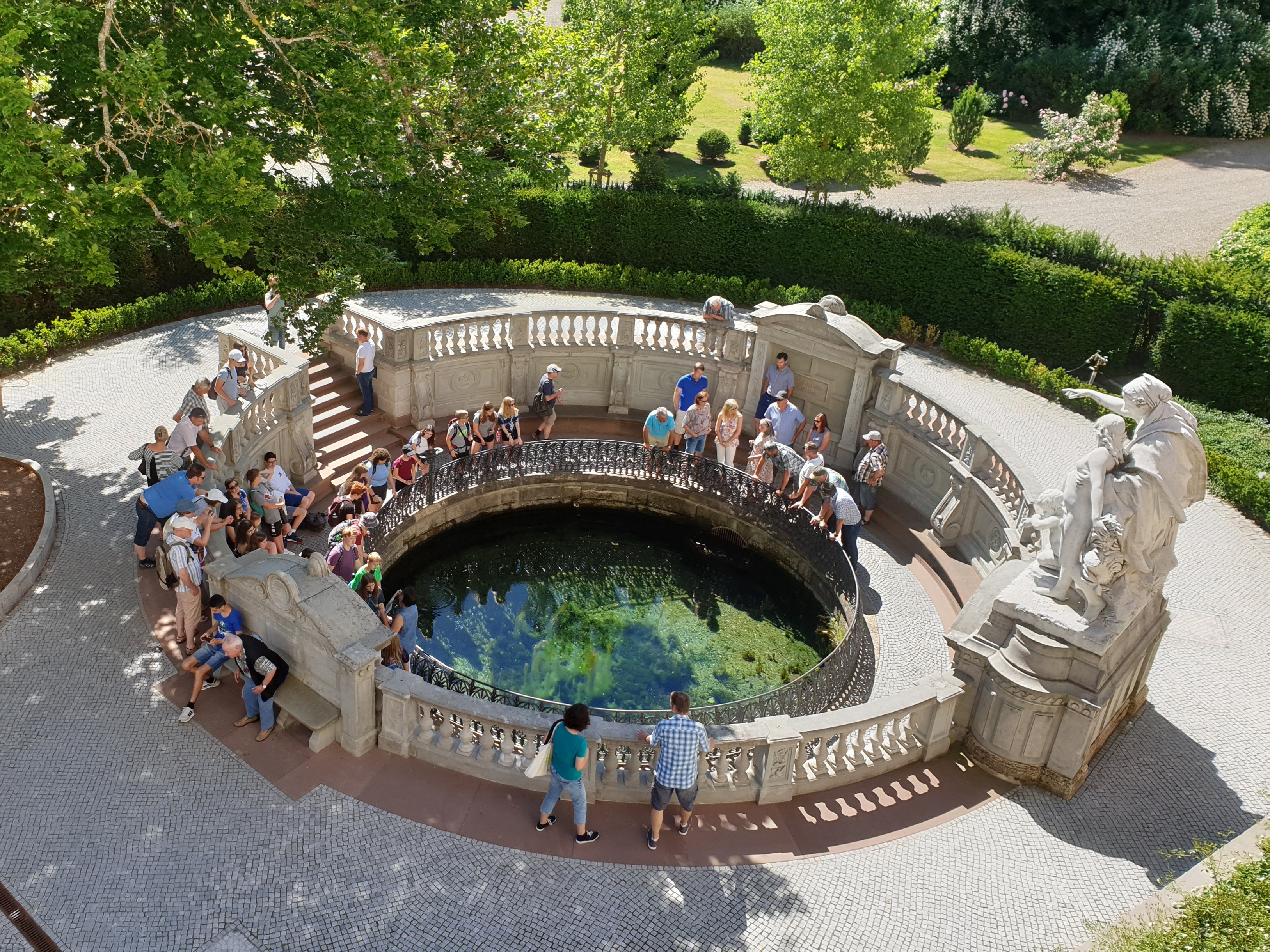
La source du Danube symbolique à Donaueschingen.
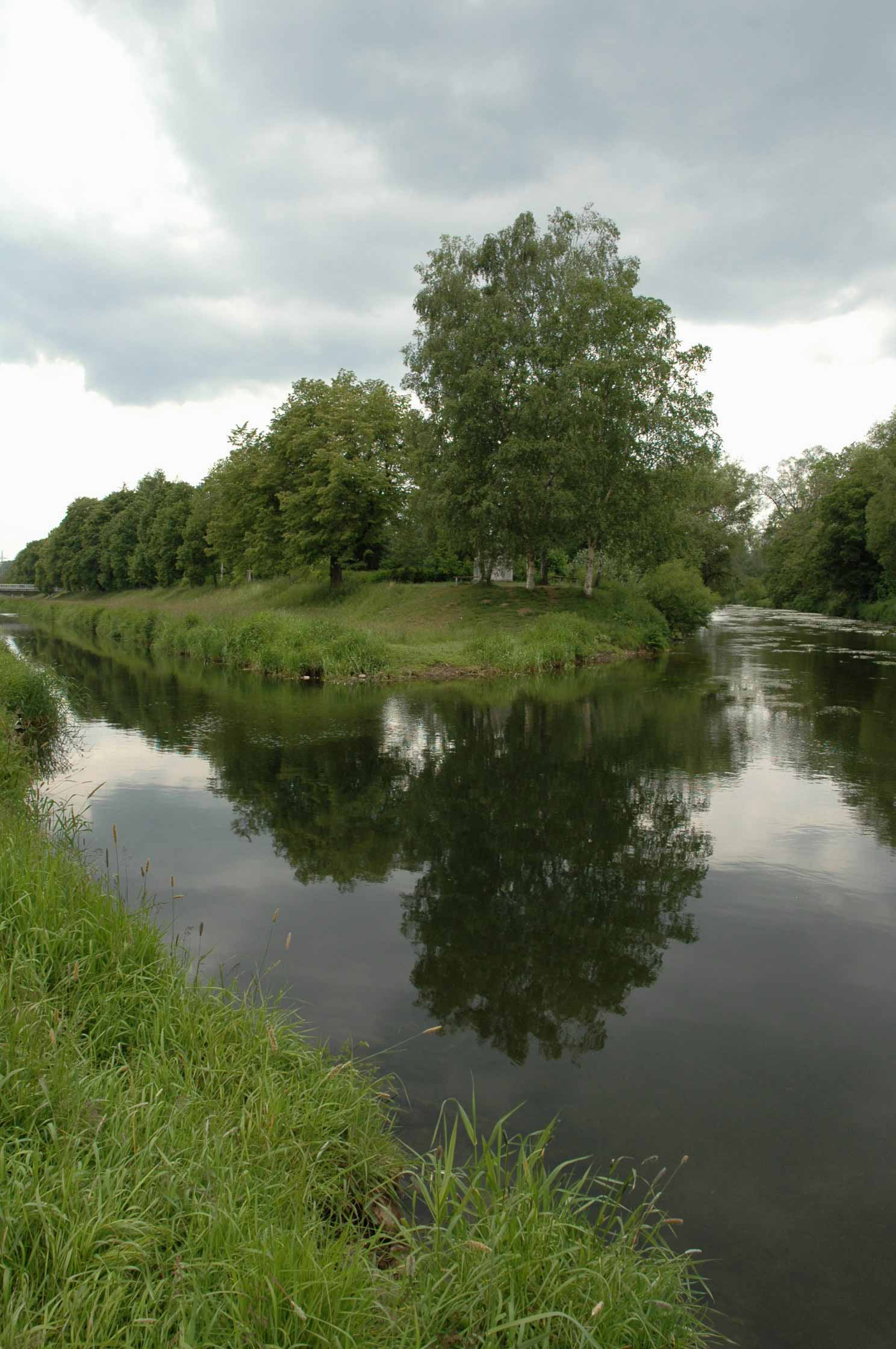
Confluent de la Breg (à gauche) et de la Brigach (à droite), près de Donaueschingen, formant le Danube (au premier plan).

## Généralités
Les cours d'eau grossissent progressivement par l'accumulation de quantité d'affluents, provenant d'autant de sources. La détermination du cours d'eau principal d'un bassin versant peut se faire de plusieurs manières, comme la longueur, le volume, la pérennité, ou pour des raisons historiques voire simplement de façon arbitraire. Pour toutes ces raisons, le point généralement considéré comme la source d'un fleuve n'est pas forcément le point le plus éloigné de son embouchure. Ceci se retrouve avec le Danube : pour des raisons historiques et symboliques, le point généralement perçu comme la source n'est pas celle du cours d'eau le plus éloigné de l'endroit où le fleuve se jette dans la mer Noire.
L'importance hydrologique de la source du Danube est faible : une portion significative de son cours supérieur est captée vers le bassin versant du Rhin. Les pertes du Danube provoquent une disparition complète du fleuve entre Immendingen et Fridingen, la moitié de l'année. En aval, il n'est alimenté que par quelques petits affluents jusqu'à Ulm : l'Iller, techniquement un affluent, lui apporte alors la majeure partie de son débit.

## Historique
Dans la Grèce antique, la localisation de la source du Danube fait l'objet de conjectures. Hérodote mentionne qu'il prend sa source « dans le pays des Celtes ». D'autres auteurs la placent chez les Hyperboréens, dans les Pyrénées ou en Hyrcanie. Le mythe des Argonautes rapporte que, pour rentrer à Argos, ils ont remonté l'Istros (nom grecque du Danube) à partir de la mer Noire jusqu'à sa source et qu'ils sont ensuite revenus en mer Adriatique par une autre branche du fleuve. Diodore de Sicile (Ier siècle av. J.-C.) remarque l'impossibilité de la chose et attribue cette légende à l'homonymie entre l'Istros et la région appelée l'Istrie au nord de la mer Adriatique.
Sous l'Empire romain, le Danube forme une partie du limes, l'une de ses frontières. Selon Tacite et Pline l'Ancien, le fleuve prend sa source sur le mont Abnoba en Forêt-Noire ; Abnoba est également le nom de la déesse gauloise associée à la source du fleuve.

## Sources

### Donaubach
Le Donaubach (en) est un petit affluent de la Brigach. Il prend naissance sur le terrain du château de Donaueschingen (de) par une exsurgence karstique, à l'angle du château, d'un débit de 15 à 70 L/s, et se jette dans la Brigach après un parcours en tunnel de seulement 90 m, à peine 1,5 km avant le confluent de cette dernière avec la Breg. Il s'agit de l'une des 22 sources à proximité du confluent, alimentées par l'eau de pluie qui s'infiltre dans le paysage karstique du plateau de la Baar. Au total, le débit du Danube au confluent de la Breg et de la Brigach atteint entre 400 et 1 000 L/s.
Cette exurgence est considérée comme la source du Danube depuis au moins le XVe siècle (Hartmann Schedel la mentionne dans sa Chronique de Nuremberg en 1493). La plus ancienne représentation cartographique connue date de 1538 : sur une carte de Sebastian Münster, la source du Danube est dépeinte par un bassin rectangulaire.
En 1875, ce bassin rectangulaire est transformé en une fontaine monumentale, dotée d'un bassin circulaire conçu par l'architecte Adolf Weinbrenner (de), décoré d'un ensemble statuaire d'Adolf Heer symbolisant la Baar, sous les traits d'une femme, montrant le chemin au jeune Danube,. Le ruisseau, qui s'écoulait jusqu'à alors dans la cour du château, est enterré.
Cette source « officielle », nommée simplement « source du Danube » (en allemand : Donauquelle) est une attraction touristique populaire. Des sources symboliques similaires existent en Allemagne, comme celle du Neckar dans un parc de Schwenningen, celle de l'Enzbrunnen (de) à Enzklösterle, ou encore la Pegnitzquelle (de) ou la source de la Berkel.

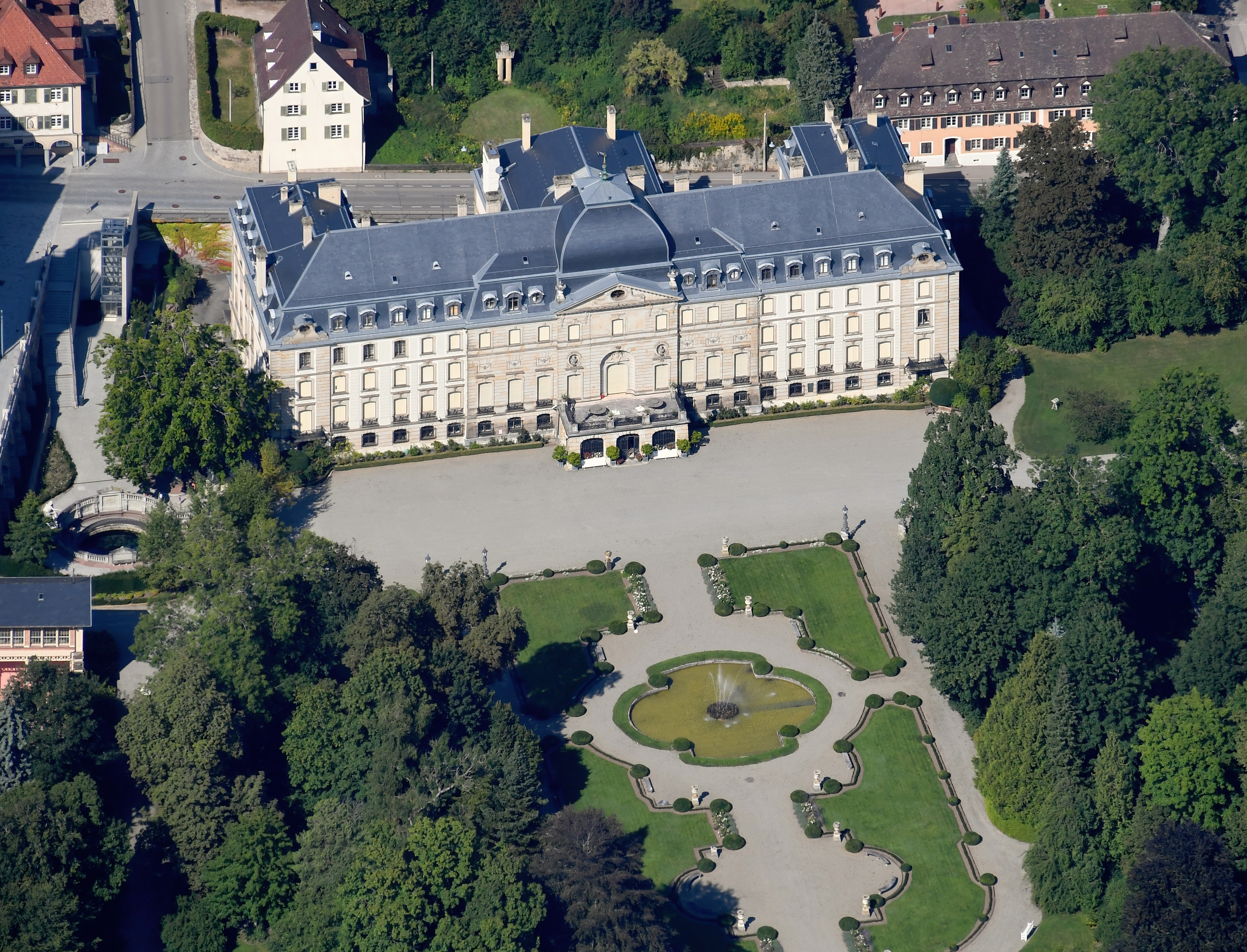
Vue aérienne du château de Donaueschingen (de) ; la source du Danube est visible sur la gauche de l'image, à un angle de l'édifice.
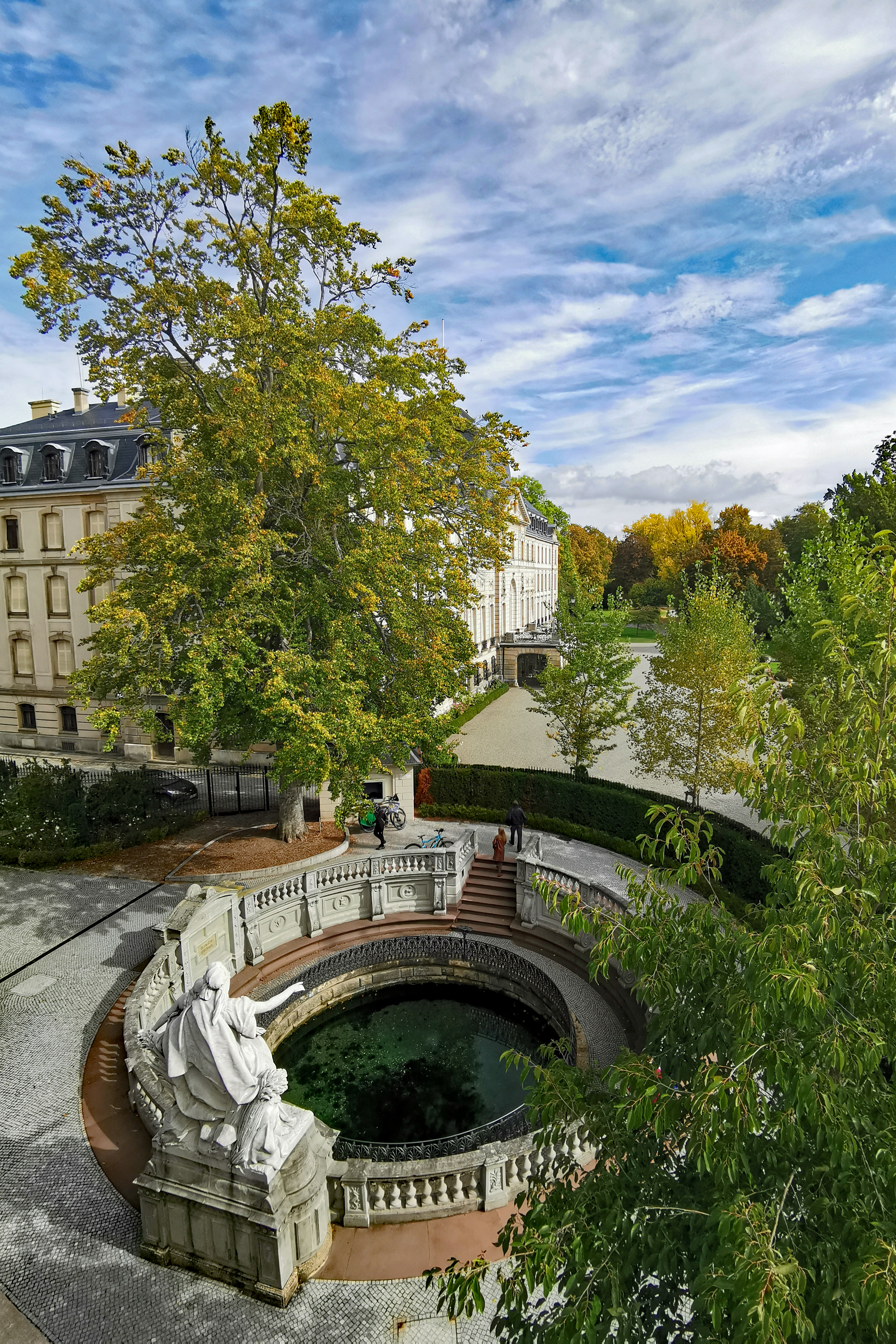
Vue d'ensemble du bassin.
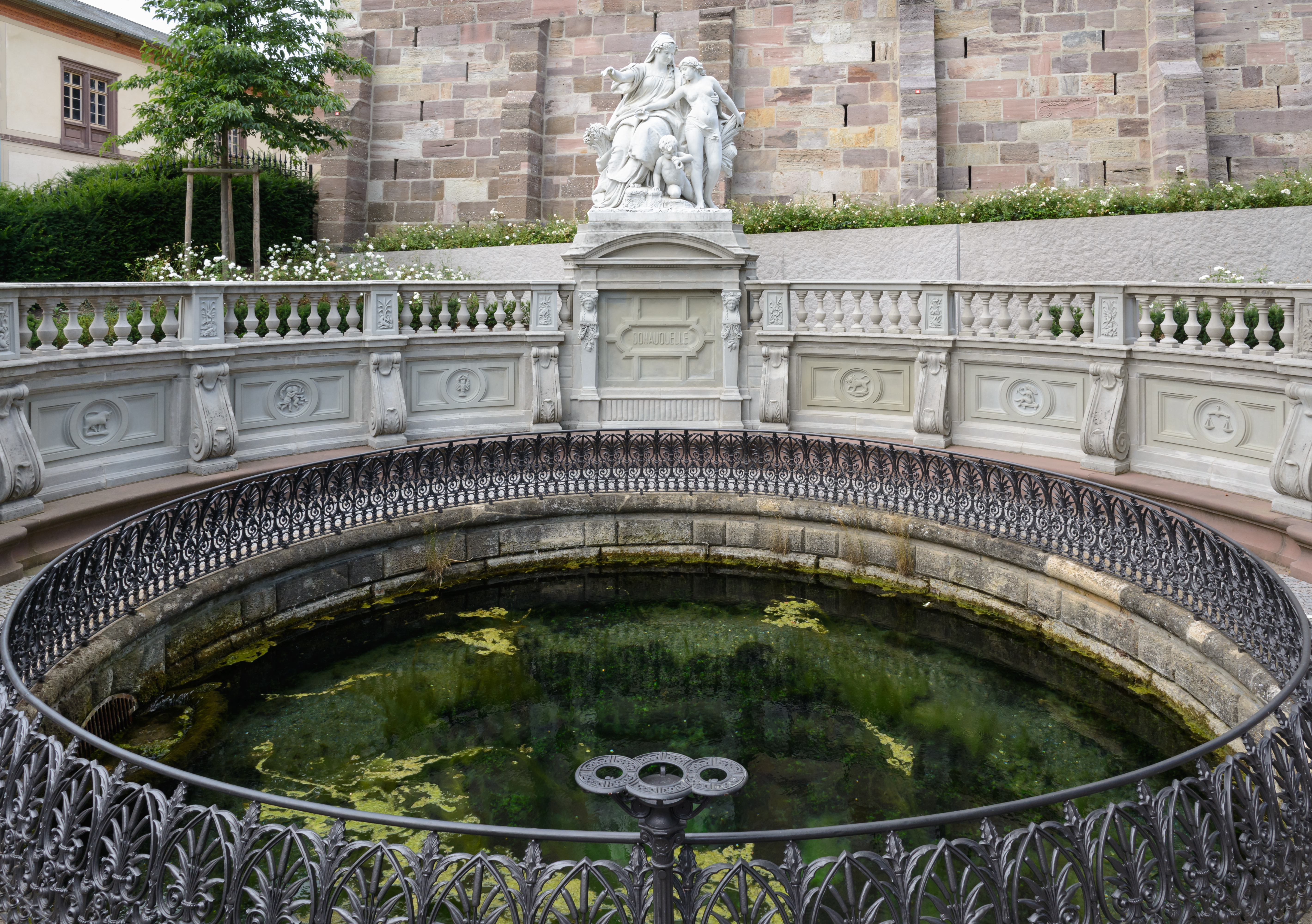
Le bassin et le groupe statuaire qui le surmonte.
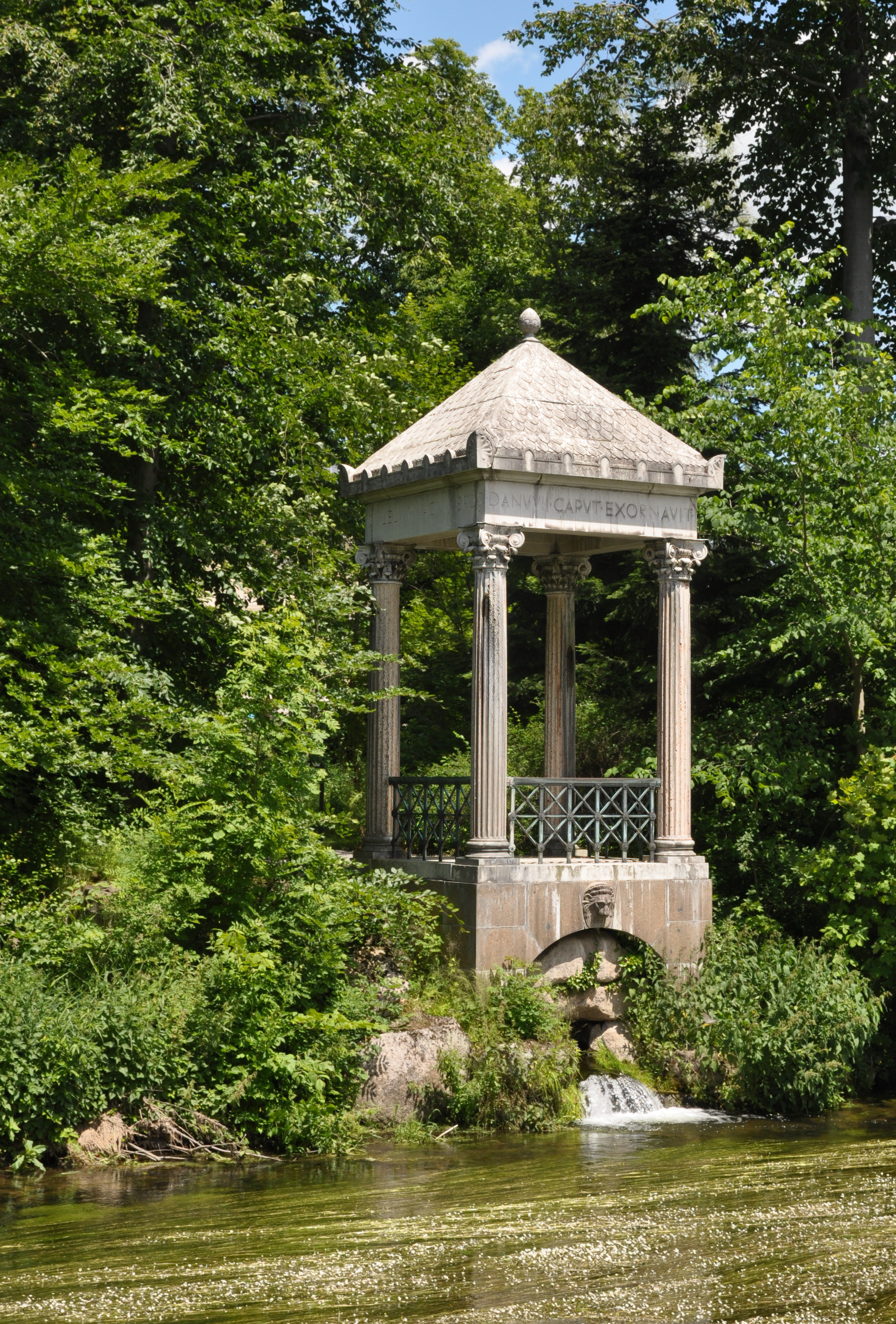
« Temple du Danube », érigé en 1910 à la confluence du Donaubach et de la Brigach sous la direction de Franz Schwechten pour le compte de Guillaume II.

### Breg
La Breg prend sa source au nord du village de Furtwangen im Schwarzwald, près de la chapelle Saint-Martin (de), à 1 078 mètres d’altitude. Du point de vue hydrologique, sa source peut être considérée comme celle du Danube : elle est plus haute que celle de la Brigach, la longueur du cours d'eau avant confluence est plus grande et son débit est plus élevé.

### Autres sources
- La Juniperusquelle (de), source de la Juniperus, a parfois été appelée source du Danube. Il s'agit d'une source karstique située dans le quartier d'Allmendshofen à Donaueschingen.
- Du fait de son altitude élevée, le naturaliste suisse Johann Jakob Scheuchzer a déclaré que la source de l'Inn était également celle du Danube. Du point de vue hydrologique, l'Inn pourrait effectivement être considéré comme le bras principal du Danube : bien qu'affluent, son débit est légèrement plus élevé.

## Géographie
- Source du Donaubach (de) : 47° 57′ 06″ N, 8° 30′ 09″ E
- Source de la Breg : 48° 05′ 43″ N, 8° 09′ 18″ E
- Source de la Brigach : 48° 06′ 25″ N, 8° 16′ 53″ E
- Source de la Juniperus : 47° 56′ 32″ N, 8° 30′ 09″ E
- Confluent de la Breg et de la Brigach : 47° 57′ 04″ N, 8° 31′ 14″ E